# Hippursyra
Hippursyra (av grekiska hippos: häst, och uron: urin) är en karboxylsyra som finns i urin av hästar och andra växtätare.

## Egenskaper
Hippursyran kristalliserar i rombiska prismor, som är lättlösliga i varmt vatten, smälter vid cirka 187 °C och sönderfaller vid cirka 240 °C.
Höga koncentrationer av hippursyra i kroppen kan indikera toluenberusning, men forskare har ifrågasatt denna korrelation eftersom det finns andra faktorer som påverkar halten av hippursyra. När olika aromatiska föreningar som bensoesyra och toluen intages internt omvandlas de till hippursyra genom reaktion med aminosyran glycin.

## Framställning
Hippursyra bildas i växtätares njurar ur bensoesyra och glycin och utskiljes med urinen. En människa avsöndrar dagligen omkring 2 gram.
Föreningen isolerades första gången av Justus von Liebig år 1829 ur hästurin. En modern syntes av hippursyra involverar acylering av glycin med bensoylklorid.
Den har också bildats genom upphettning med bensoesyraanhydrid med glycin och genom upphettning av bensamid med monoklorättiksyra.